# Historiæ gentium
Les historiae gentium sont des ouvrages qui racontent l’origine et l’histoire des peuples dits barbares. Ils apparurent ainsi à partir du haut Moyen Âge. « Pour les théoriciens de l’ethnogénèse, à la suite de Reinhard Wenskus, la rédaction des historiae gentium constituait à la fois l’étape finale du processus d’unification des peuples et un facteur de consolidation des royaumes nés de l’occident à la fin du Ve siècle » 
Ainsi, trouvons-nous sous la plume du clerc Jordanes une œuvre écrite en 551 en latin intitulée De origine actibusque Getarum (De l'origine et des hauts faits des Goths) ou Getica, aujourd'hui traduit en Histoire des Goths. L'ouvrage est d'une importance capitale pour l'histoire et l'ethnographie des peuples dits « barbares » et pour l'antiquité romaine tardive. C'est un néanmoins un abrégé de l'œuvre perdue de Cassiodore, les Libri XII De Rebus Gestis Gothorum, composée à la demande du roi Théodoric le Grand.
Un peu plus tard, en 572, l’évêque de Tours et historien, Grégoire de Tours, écrit L' « Histoire des Francs » (titre orignel : « Dix livres d’histoire (Decem libros historiarum) ». Il s'agit d'une histoire universelle du monde et de l'Église de la Genèse aux règnes des rois francs.

L’Historia Langobardorum ou Histoire des Lombards (en latin : Historia gentis Langobardorum) est une histoire des Lombards de leur origine jusqu’au milieu du VIIe siècle. Elle a été rédigée en latin à l'abbaye du Mont-Cassin en Italie, dans la dernière décennie du VIIIe siècle, par l'érudit d'origine lombarde, Paul Diacre (v. 720 – v.790/799). Cette histoire va des origines scandinaves jusqu'à la mort du plus grand des rois lombards, Liutprand (744), tout en mêlant mythes et réalité.

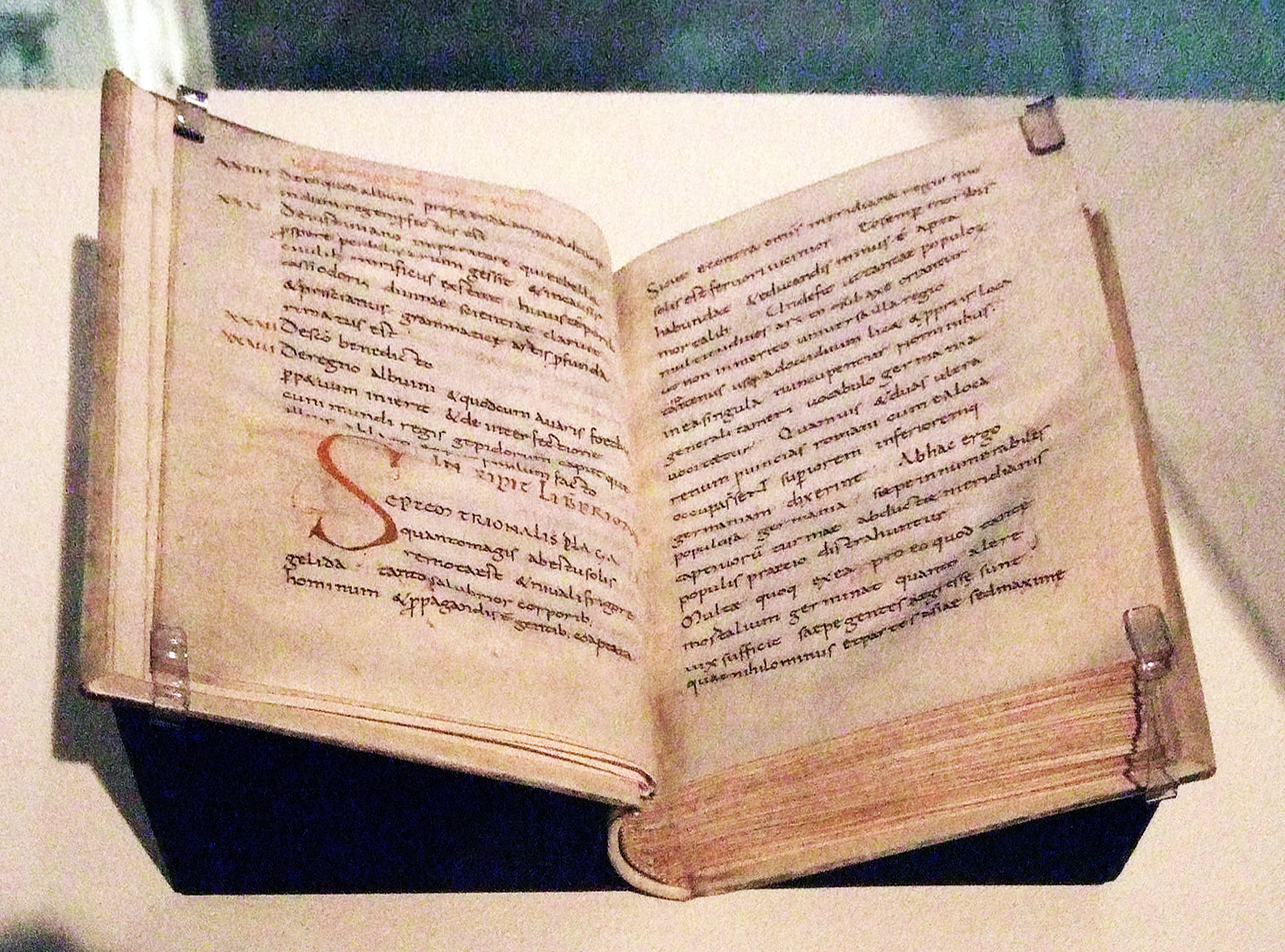
Origo gentis Langobardorum, Xe siècle, Berlin, Staatsbibliothek zu Berlin - Preußischer Kulturbesitz (Ms. Phil. 1886). Ici à l'exposition "Les Lombards,la fin de la migration des peuples" du 22.08.2008 au 11.01.2009 au Rheinischen LandesMuseum à Bonn.

Vers 727, le Liber historiæ Francorum (Livre de l'histoire des Francs ou La Geste des rois des Francs) est rédigé une chronique médiévale anonyme. Elle est d'abord nommée Gesta regum Francorum avant que Bruno Krusch la republie en 1888 et la renomme Liber Historiae Francorum1 — à ne pas confondre avec Historiæ Francorum Libri IV d'Aimoin de Fleury. C'est la première source narrative historiographique franque à ne pas remonter, au début de son récit, aux origines du monde. L'auteur, peut-être un laïc de Neustrie, écrit sous le règne de Thierry IV (721-737). En 53 chapitres, il rapporte l'histoire des Francs en empruntant d'abord à Grégoire de Tours, puis diversifie ses sources. Les informations qu'il donne sont particulièrement importantes pour la connaissance du VIIe siècle. L'œuvre a davantage été diffusée au Moyen Âge que les récits de Grégoire de Tours ou la chronique de Frédégaire. 
Enfin, plus récente est L' Historia Brittonum, un ouvrage sur l'histoire de l'île de Bretagne, et notamment à celle du pays de Galles. Difficile à dater, on peut considérer qu’une partie de ses éléments remonte au IXe siècle, et le plus récent du XIe siècle. Le texte commence par une brève chronologie biblique remontant à la Création (De sex ætatibus mundi), puis poursuit par une histoire antique faisant d'un certain Brutus, petit-fils du Troyen Énée, le fondateur éponyme de la Bretagne. Les premiers faits rapportés reliés à l'histoire réelle sont deux tentatives de Jules César de débarquer sur l'île, suivie d'une troisième qui aurait été couronnée de succès (§ 14-15).